# Cerbaris topsenti
Cerbaris topsenti är en svampdjursart som först beskrevs av Jörn Hentschel 1912.  Cerbaris topsenti ingår i släktet Cerbaris och familjen Bubaridae. Inga underarter finns listade i Catalogue of Life.